# Grażyna Kierszniewska

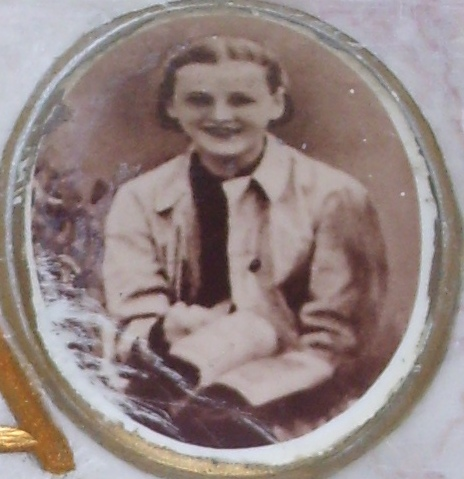
Grażyna Kierszniewska uczennica, portret z książką

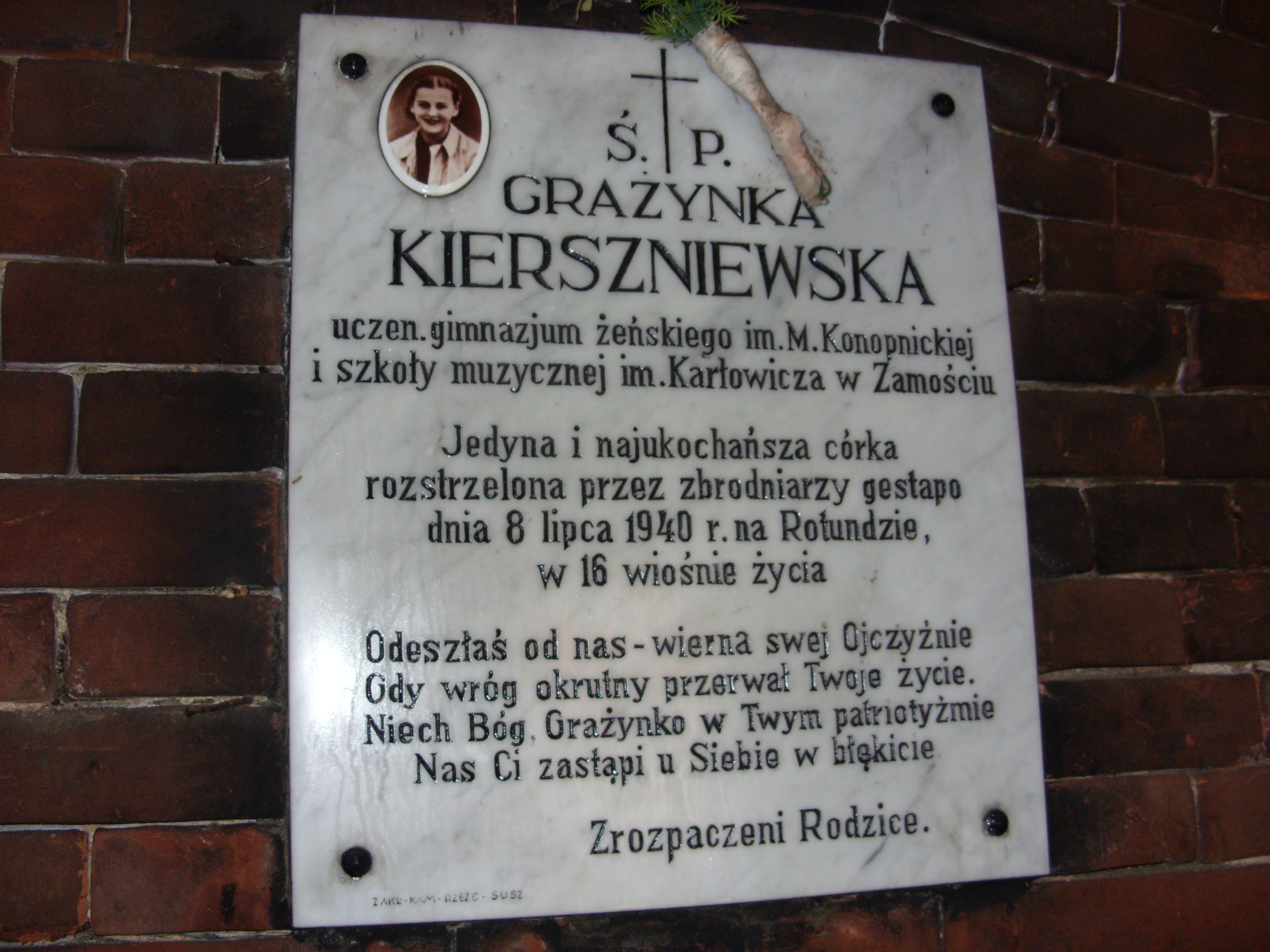
Tablica poświęcona Grażynie Kierszniewskiej uczennicy zamordowanej przez gestapo w Rotundzie 8 lipca 1940

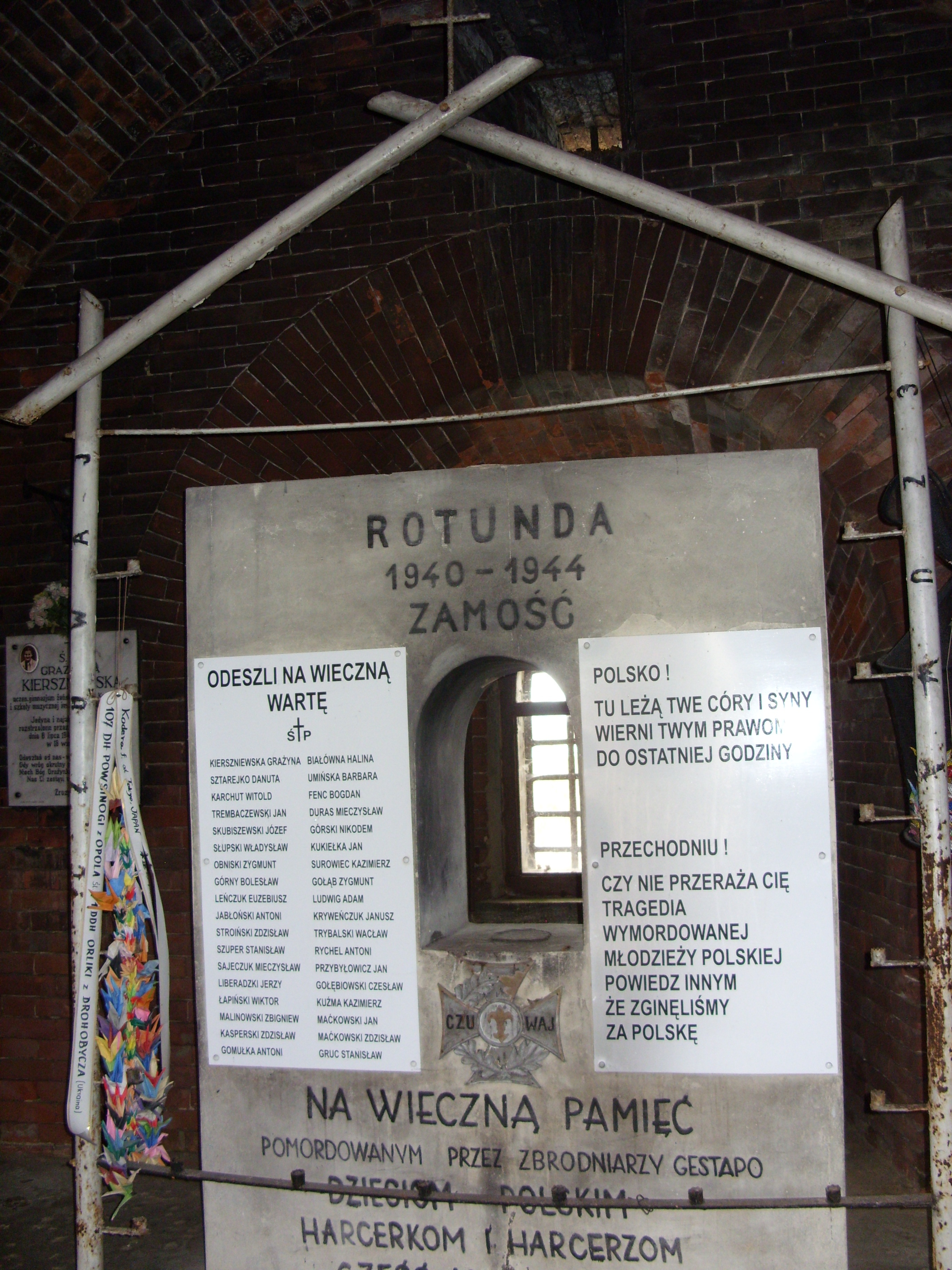
Grażyna Kierszniewska wymieniona na tablicy w Celi Harcerzy, Rotunda Zamość 1940-1944

Grażyna Kierszniewska (ur. 25 września 1924 w Warszawie, zm. 8 lipca 1940 w Zamościu) – polska harcerka, uczennica gimnazjum, córka pułkownika Wojska Polskiego Feliksa Kierszniewskiego, zamordowana w wieku 16 lat przez Niemców hitlerowskich w obozie gestapo Rotunda Zamojska w dniu 8 lipca 1940 razem z ciotką Celiną Sztarejko z Kierszniewskich i jej córką 17-letnią Danutą.

## Życiorys
Urodziła się w Warszawie. Była jedyną córką Stanisławy i Feliksa Kierszniewskich. Jej ojciec Feliks (ur. 14 sierpnia 1895), był kapitanem łączności Wojska Polskiego i dowódcą łączności 3 Dywizji Piechoty Legionów, odznaczonym Medalem Niepodległości i Srebrnym Krzyżem Zasługi. Cała rodzina zamieszkała w Zamościu przy ulicy Krysińskiego.
Była uczennicą Gimnazjum Żeńskiego im. Marii Konopnickiej w Zamościu (mieszczącego się w dawnym budynku Akademii Zamojskiej) i w klasie fortepianu w Szkole Muzycznej im. Mieczysława Karłowicza w Zamościu.

## II wojna światowa

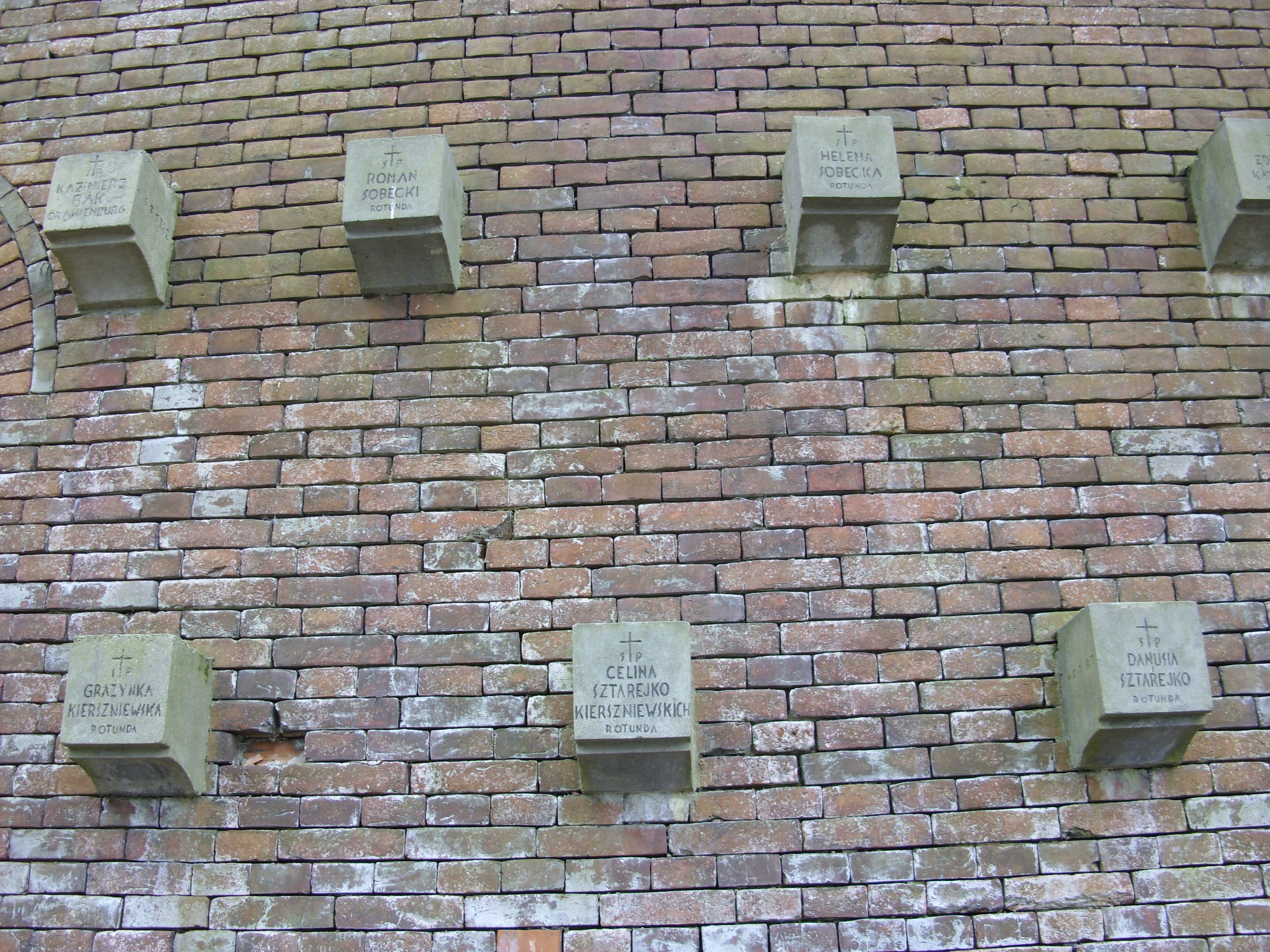
Nagrobek Grażyny Kierszniewskiej, jej ciotki Celiny Sztarejko i Danuty Sztarejko. Rotunda

Podczas II wojny światowej w czasie obrony Polski w 1939 Grażyna razem z koleżanką, Haliną Składnik-Kozanecką, pomagała rannym polskim żołnierzom w szpitalu przynosząc im żywność, owoce. Harcerki podtrzymywały na duchu rannych i dostarczały im cywilnych ubrań, umożliwiając ucieczkę przed niemieckimi.
5 maja 1940 Grażyna Kierszniewska została aresztowana w Zamościu przez gestapo jako zakładniczka wraz z ciotką Celiną Sztarejko z Kierszniewskich, żoną oficera Wojska Polskiego Stanisława Sztarejko i ich 17-letnią córką Danutą Sztarejko.
Przez ponad 2 miesiące była uwięziona, przesłuchiwana i torturowana w więzieniu. Próbowano wydobyć od niej informacje o miejscu ukrycia jej ojca, członka polskiego ruchu oporu. Nie wydała go w śledztwie i na przesłuchaniach. Wytrzymała represje gestapo.
7 lipca 1940 o godzinie 22 wywołano Grażynę z 46 innymi więźniami (w tym 5 kobiet) na korytarz niemieckiego więzienia w Zamościu. W nocy przed północą więźniów przewieziono do obozu gestapo Rotunda Zamojska, gdzie torturowano ich do 4 rano. Potem rozpoczęto egzekucje. Więźniów ustawiono pod murem śmierci w Rotundzie Zamojskiej. Grażyna Kierszniewska próbowała dwukrotnie uciec. Dwaj gestapowcy jeszcze przed śmiercią połamali jej ręce i nogi. Trzeci z nich zastrzelił dziewczynę strzałem w tył głowy.
Niemcy zamordowali wtedy też jej ciotkę Celinę Sztarejko z 17-letnią córką Danutą Sztarejko oraz innych więźniów.

## Upamiętnienie
W Celi Harcerzy w Rotundzie Zamojskiej Grażyna Kierszniewska wymieniona jest na tablicy razem z 35 innymi harcerzami zamojskimi, którzy zginęli podczas wojny. W celi znajdują się też tablice poświęcone: Grażynie Kierszniewskiej z inskrypcją „Odeszłaś od nas – wierna swej Ojczyźnie” oraz Celinie i Danucie Sztarejko, zamordowanym w obozie Rotunda razem z nią.
Imię Grażyny Kierszniewskiej nosi jedna z ulic w Zamościu a także drużyny harcerskie na Zamojszczyźnie.
W kościele św. Katarzyny w Zamościu, koło Rynku Wielkiego i w sąsiedztwie dawnej Akademii Zamojskiej, znajduje się tablica pamiątkowa poświęcona 16-letniej Grażynie Kierszniewskiej.
Losy harcerki Grażyny Kierszniewskiej opisał Zygmunt Wierzchowiak w książce Bohaterka Zamojszczyzny.